# İdil Biret
İdil Biret, née le 21 novembre 1941 à Ankara, est une pianiste turque.

## Résumé biographique

### Sa formation
Très jeune elle reçoit ses premières leçons de piano de Mithat Fenmen, lui-même ancien élève de Nadia Boulanger et d'Alfred Cortot.
Bénéficiant d'une loi créée spécialement pour elle, elle obtient une bourse lui permettant de poursuivre ses études au Conservatoire national supérieur de musique et de danse de Paris, où elle est l'élève de Nadia Boulanger. Elle achève ses études avec plusieurs prix et continue par la suite à se perfectionner auprès d'Alfred Cortot et de Wilhelm Kempff.

### Sa carrière d'interprète
Idil Biret fait régulièrement partie des jurys de grands concours internationaux de piano (concours Reine Élisabeth de Belgique, Van Cliburn, Concours Franz-Liszt, Concours Ferruccio-Busoni, etc.).
Cette « grande dame du clavier » a effectué une centaine d'enregistrements notamment pour la firme Naxos, ses disques ont été largement diffusés et certains primés par la presse spécialisée.
Actuellement, Idil Biret enregistre, sous son propre label « IBA » (Idil Biret Archive), faisant désormais partie de la firme mondiale Naxos, une série de 19 disques consacrés à Beethoven (contenant les 5 concertos, les 32 sonates, la Fantaisie Chorale, mais aussi les 9 symphonies transcrites par Liszt, déjà parues). En outre, le DVD « The Making of the Beethoven Recordings » sortira lui aussi très bientôt. 
Prochainement, Idil Biret enregistrera les plus grands concertos pour piano romantiques (Tchaïkovsky, Liszt, Grieg et Schumann). De plus, les enregistrements de 1970 pour Atlantic/Finnadar de New York seront réédités.
Idil Biret donne à Paris le 16 avril 2019 à 20 heures 30 un récital organisé dans le cadre de la série Les Concerts de Monsieur Croche. Ce concert est organisé à l'occasion de l'anniversaire du soixante-dixième anniversaire de son arrivée à Paris en 1949.

## Prix et distinctions
- 1957 : Conservatoire de Paris, premiers prix :
  - Piano (classe de Jean Doyen)
  - Accompagnement (classe de Nadia Boulanger)
  - Musique de Chambre (classe de Jacques Février)
  - Prix Premier des Premiers ; Prix Reine Laurent et Popelin.
- 1954, 1964 : Lili Boulanger Memorial Prize de Boston.
- 1961 Médaille d'Or Harriet Cohen - Dinu Lipatti, Londres.
- 1974 :
  - Légion d'honneur / Musique, Pologne.
  - Chevalier de l'Ordre du Mérite, France.
- 1971 Artiste de l'État, Turquie.
- 1988 :
  - Boğaziçi Üniversitesi, doctorat d'honneur.
  - Eskişehir Anadolu Üniversitesi, doctorat d'honneur.
- 1995 :
  - Grand Prix du Disque Chopin, Varsovie
  - Diapason d'Or, France
  - Université d'Uludag, doctorat d'honneur
- 1996 : Fondation Musicale Sevda Cenap et prix d'honneur, médaille d'or.

## Discographie
1. The Art of Idil Biret : Bach ; Brahms ; Chopin ; Debussy ; Kempff ; Liszt ; Berlioz ; Rachmaninov ; Schumann ; Tchaïkovski (1997)
2. Brahms : The Complete Works for Piano Solo and both Piano Concertos (2001)
3. Brahms : Variations on a theme by Schumann op. 9 ; Handel op. 24 ; Paganini op. 3
4. Brahms : Piano Sonata no 1 in C op. 1, Piano Sonata no 2 in F Sharp Minor op. 2
5. Brahms : Piano Sonata no 3 in F Minor op. 5, Four Ballades op. 10
6. Brahms : Piano Pieces op. 76, Two Rhapsodies op. 79, Fantasies op. 116
7. Brahms : Three Intermezzi op. 117, Piano Pieces op. 118 & 119, Scherzo op. 4
8. Brahms : Waltzes op. 39, Hungarian Dances nos 1 - 10 ; Brahms : Variations op. 21 (Naxos)
9. Brahms : Theme and Variations, Sarabandes, Gavottes, Gigues, Canons, Rakoczy March
10. Brahms : 51 Exercises WoO 6
11. Brahms : Waltzes op. 39
12. Brahms : Piano Concerto no 1 op. 15 ; Schumann : Introduction and Allegro op. 134
13. Brahms : Piano Concerto no 2 op. 83 ; Schumann : Introduction & Allegro appassionato op. 92
14. Brahms : Piano Concerto no 1 op. 15 ; Schumann : Introduction and Allegro op. 134
15. Brahms : Piano Concerto no 2 op. 83 ; Schumann : Introduction & Allegro appassionato op. 92
16. Pierre Boulez : Piano Sonatas nos 1 - 3
17. Chopin : Complete Piano Music
18. Chopin : Complete Piano Music, vol. 1
19. Chopin : Complete Piano Music, vol. 2
20. Chopin : Complete Piano Music, vol. 3
21. Chopin : Complete Piano Music, vol. 4
22. Chopin : Complete Piano Music, vol. 5
23. Chopin : Complete Piano Music, vol. 6
24. Chopin : Complete Piano Music, vol. 7
25. Chopin : Complete Piano Music, vol. 8
26. Chopin : Complete Piano Music, vol. 9
27. Chopin : Complete Piano Music, vol. 10
28. Chopin : Complete Piano Music, vol. 11
29. Chopin : Complete Piano Music, vol. 12
30. Chopin : Complete Piano Music, vol. 13
31. Chopin : Complete Piano Music, vol. 14
32. Chopin : Complete Piano Music, vol. 15
33. Chopin : Complete Piano Music, Piano concerto no 1 op. 11
34. Chopin : Complete Piano Music, Piano concerto no 2 op. 21
35. Piano Music for Children : Debussy, Tchaïkovski, Schumann
36. Fauré : Nocturne no 13 B-Flat op. 119 from Rarities of Piano Music at « Schloß vor Husum » (1989)
37. Willem Kempff : Italian Suite op. 68 ; Piano Sonata op. 47 ; Transcriptions of Bach - Gluck - Händel - Mozart
38. Berlioz-Liszt : Symphonie Fantastique
39. Rachmaninov : Complete Works for Piano Solo, the four Piano Concertos, Paganini-Rhapsody
40. Rachmaninov : Études Tableaux op. 33 & op. 39
41. Rachmaninov : Préludes op. 23, Cinq morceaux de fantaisie op. 3
42. Rachmaninov : Transcriptions and Arrangements (Bach, Behr, Bizet, Kreisler, Liszt, Mendelssohn, Mussorgsky, Rimsky-Korsakoff, Schubert)
43. Rachmaninov : Piano Sonatas no 1 in D Minor op. 28, no 2 op. 36
44. Rachmaninov : Morceaux de Salon op. 10, Three Nocturnes, Four Pieces
45. Rachmaninov : Piano Concertos nos 2 & 3
46. Rachmaninov : Variations on a Theme of Chopin op. 22 and other Piano Works
47. Rachmaninov : Piano Concertos nos 1 & 4, Rhapsody on a Theme of Paganini
48. Rachmaninov : Piano Concertos nos 2 & 3
49. Rachmaninov : Piano Concertos nos 1 & 4, Rhapsody on a Theme of Paganini
50. Saint-Saëns : Piano Concerto no 2 in G Minor op. 22 ; no 4 in C Minor op. 44 (Naxos 1988)
51. Bach, Piano Concerto no 1 in D minor BWV 1052 ; Mozart : Violin Concerto no 5 KV.  219
52. Beethoven : Piano Concertos no 1 op. 15, no 4 op. 56
53. Beethoven : Piano Concertos no 2 op. 19, no 3 op. 37
54. Beethoven : Piano Concerto no 5 op. 73 « Emperor »
55. Liszt : Six Transcendental Studies after Paganini, Sonata in B Minor
56. Saint-Saëns : Piano Concerto no 5 in F op. 103 ; Ravel : Piano Concerto in G Major, Concerto in D Major for Left Hand (IBA BMP 1999, 1998 et 1996)
57. Beethoven : The Complete Piano Sonatas vol. 1, Piano Sonata no 7 op. 10/3, Piano Sonata no 21 op. 53 « Waldstein », no 25 op. 79
58. Beethoven : The Complete Piano Sonatas vol. 2, Piano Sonata no 23 op. 57 « Appassionata », no 28 op. 101, no 31 op. 110
59. Schumann : Fantasiestücke (Fantasy pieces) op. 12 ; Brahms : Three Intermezzi op. 117
60. Brahms : Variations on a Theme of Haendel op. 24, Variations on a Theme of Paganini op. 35
61. Prokofiev : Piano Sonate no 7 ; Bartók : Six Roumanien Dances, Suite op. 14, Six Bulgarian Dances, Allegro Barbaro
62. Beethoven : Piano Sonata no 15 « Pastoral » ; Brahms : Eight Capricci and Intermezzi op. 76
63. Rachmaninov : Variations on a Theme of Corelli op. 42, Moments musicaux op. 16
64. Pierre Boulez : Piano Sonata no 2 ; Anton Webern : Variations op. 27
65. Alban Berg : Piano Sonata op. 1 with chamber music of Schoenberg and Webern 1975
66. Ravel : Serenade grotesque, Gaspard de la Nuit ; Stravinsky : The Five Fingers, A Waltz for Children, Three Scenes of Petrouchka (1976)
67. Prokofiev : Piano Sonata no 2 ; Chopin : Two Mazurkas ; Scriabine, Piano Sonata no 10 (1977)
68. İlhan Mimaroğlu (en) : Sessions ; Niccolò Castiglioni : Cangianti ; André Boucourechliev : Archipel IV ; Leo Brouwer : Sonata « Pian e Forte » (1978)[2]
69. Berlioz : Symphony Fantastique op. 114, Piano version by Liszt (1979)
70. Rachmaninov : Prelude in C sharp minor ; Miaskovski, Piano Sonatas nos 2 and 3 ; Alexander Scriabin, Five Preludes op. 74 (1980)
71. Mahler : Piano Quartet ; César Franck : Piano Quintet (1982)
72. Beethoven : Piano Sonata no 8 « Pathétique », Piano Sonata no 29 « Hammerklavier » (1986)
73. Beethoven : Complete Symphonies, piano version by Liszt (1986)
74. Beethoven : Symphonies nos 6 and 9, piano transcriptions by Liszt (1990)
75. Beethoven : Symphonies nos 4 and 5, piano transcriptions by Liszt (1990)
76. Beethoven : Symphonies no 3, piano transcription by Liszt (1990)
77. Beethoven / Liszt : Symphony no 9, 4th Movement with complete symphony in original version
78. Beethoven / Liszt : Symphony no 6, 1st Movement with some other works for orchestra
79. Schubert : 13 Songs, piano version by Liszt
80. Wagner : 7 Opera pieces, piano version by Liszt
81. Ravel : Gaspard de la Nuit, Miroirs, La Valse
82. Chopin : Selected Piano Works : Études op. 10 nos 3-6, 8, 12 ; Études op. 25 nos 1, 5, 7 ; Waltzes op. 18, op. 34/1-3, op. 42, op. 64/1-3, op. 69/1-2